# Canthydrus verbekei
Canthydrus verbekei là một loài bọ cánh cứng trong họ Noteridae. Loài này được Guignot miêu tả khoa học đầu tiên năm 1959.